# Send It On
Send It On – pop piosenka wykonywana przez Demi Lovato, Jonas Brothers, Miley Cyrus i Selenę Gomez. Utwór miał swoją premierę 11 sierpnia 2009 roku w USA. Polska premiera jeszcze się nie odbyła. Piosenkę napisali Adam Anders, Nikki Hassman i Peter Astrom, którzy wcześniej skomponowali utwór Hoedown Throwdown dla Cyrus. Ballada jest popowa. Piosenkę zmiksowano na potrzeby American Idol. Singel zadebiutował na dwunastym miejscu listy Billboard Hot 100.

## Teledysk
6 czerwca 2009 roku Lovato na swoim oficjalnym Twitterze potwierdziła nagrywanie klipu do utworu. Pierwszy raz wideo wyświetlono na kanale Disney Channel 14 sierpnia 2009 roku. Teledysk przedstawia całą szóstkę na scenie. Od lewej Joe, Demi, Nick grający na gitarze akustycznej, Miley, Kevin również grający na gitarze i Selena. Cyrus i najmłodszy z braci śpiewają pierwszy wers piosenki, Lovato i średni z Jonasów drugi wers, a Selena i Kevin ostatni, czyli trzeci.

## Notowania
Utwór jak do tej pory znalazł się tylko dwunastym miejscu Billboardu 100.